# Shrikhand
Lo Shrikhand è un dolce della cucina indiana preparato con crema di yogurt, zucchero, polvere di cardamomo e zafferano; è popolare nell'India occidentale.

## Preparazione
Si prepara ponendo la crema di yogurt in un telo di cotone e poi mettendo a scolare il tutto sopra un colino per tutta la notte. Il mattino dopo mescoliamo lo yogurt aggiungendo lo zucchero e un cucchiaino di zafferano in una terrina e mescolando a fondo. Poi si aggiunge il cardamomo pestato e lo zafferano diluito in un poco di latte. Si mette in frigo a raffreddare e poi si serve aggiungendo alla sua sommità mandorle affettate in maniera sottile più dei pistacchi sbriciolati grossolanamente e dei semi di melograno.